# Ladislav Prokeš
Ladislav Prokeš (7. června 1884, Praha – 9. ledna 1966, Praha) byl český šachový mistr, šachový skladatel a publicista.
Ladislav Prokeš, povoláním gymnasijní profesor, se věnoval již od mládí šachu a jako silný praktický hráč se stal roku 1909 mistrem Ústřední jednoty českých šachistů. V letech 1907, 1909, 1911 a 1913 byl třetí na mistrovství Čech v šachu a roku 1921 druhý na mistrovství Československa. Hrál na třech šachových olympiádách v letech 1927, 1928 a 1930,, na turnaji v Debrecínu roku 1925 skončil šestý (turnaj vyhrál Hans Kmoch) a zvítězil na turnaji v Praze roku 1928 před Josefem Rejfířem, Karlem Treybalem, Salomonem Flohrem a Karlem Opočenským.
Prokešovy výsledky v oblasti kompozičního šachu by jej dnes opravňovaly k získání titulu mezinárodního mistra. Od roku 1906 složil asi 1200 studií, ve skladatelských soutěžích získal na sedmdesát vyznamenání, z toho sedm prvních cen. Řídil šachové rubriky v denním tisku (např. ve Svobodném slově) a v letech 1909–1920 a 1935–1950 redigoval úlohovou část Československého šachu. Známý je také tzv. Prokešův manévr, taktický šachový prvek, jehož účelem je zabránit soupeřovu pěšci v proměně v dámu, poprvé zveřejněný v šachové studii z roku 1939.
|   | a | b | c | d | e | f | g | h |   |
| 8 | f7 bílý král · b6 bílý pěšec · c6 bílý věž · a4 bílý střelec · b4 černý král · d3 černý pěšec · b2 černý věž | f7 bílý král · b6 bílý pěšec · c6 bílý věž · a4 bílý střelec · b4 černý král · d3 černý pěšec · b2 černý věž | f7 bílý král · b6 bílý pěšec · c6 bílý věž · a4 bílý střelec · b4 černý král · d3 černý pěšec · b2 černý věž | f7 bílý král · b6 bílý pěšec · c6 bílý věž · a4 bílý střelec · b4 černý král · d3 černý pěšec · b2 černý věž | f7 bílý král · b6 bílý pěšec · c6 bílý věž · a4 bílý střelec · b4 černý král · d3 černý pěšec · b2 černý věž | f7 bílý král · b6 bílý pěšec · c6 bílý věž · a4 bílý střelec · b4 černý král · d3 černý pěšec · b2 černý věž | f7 bílý král · b6 bílý pěšec · c6 bílý věž · a4 bílý střelec · b4 černý král · d3 černý pěšec · b2 černý věž | f7 bílý král · b6 bílý pěšec · c6 bílý věž · a4 bílý střelec · b4 černý král · d3 černý pěšec · b2 černý věž | 8 |
| 7 | f7 bílý král · b6 bílý pěšec · c6 bílý věž · a4 bílý střelec · b4 černý král · d3 černý pěšec · b2 černý věž | f7 bílý král · b6 bílý pěšec · c6 bílý věž · a4 bílý střelec · b4 černý král · d3 černý pěšec · b2 černý věž | f7 bílý král · b6 bílý pěšec · c6 bílý věž · a4 bílý střelec · b4 černý král · d3 černý pěšec · b2 černý věž | f7 bílý král · b6 bílý pěšec · c6 bílý věž · a4 bílý střelec · b4 černý král · d3 černý pěšec · b2 černý věž | f7 bílý král · b6 bílý pěšec · c6 bílý věž · a4 bílý střelec · b4 černý král · d3 černý pěšec · b2 černý věž | f7 bílý král · b6 bílý pěšec · c6 bílý věž · a4 bílý střelec · b4 černý král · d3 černý pěšec · b2 černý věž | f7 bílý král · b6 bílý pěšec · c6 bílý věž · a4 bílý střelec · b4 černý král · d3 černý pěšec · b2 černý věž | f7 bílý král · b6 bílý pěšec · c6 bílý věž · a4 bílý střelec · b4 černý král · d3 černý pěšec · b2 černý věž | 7 |
| 6 | f7 bílý král · b6 bílý pěšec · c6 bílý věž · a4 bílý střelec · b4 černý král · d3 černý pěšec · b2 černý věž | f7 bílý král · b6 bílý pěšec · c6 bílý věž · a4 bílý střelec · b4 černý král · d3 černý pěšec · b2 černý věž | f7 bílý král · b6 bílý pěšec · c6 bílý věž · a4 bílý střelec · b4 černý král · d3 černý pěšec · b2 černý věž | f7 bílý král · b6 bílý pěšec · c6 bílý věž · a4 bílý střelec · b4 černý král · d3 černý pěšec · b2 černý věž | f7 bílý král · b6 bílý pěšec · c6 bílý věž · a4 bílý střelec · b4 černý král · d3 černý pěšec · b2 černý věž | f7 bílý král · b6 bílý pěšec · c6 bílý věž · a4 bílý střelec · b4 černý král · d3 černý pěšec · b2 černý věž | f7 bílý král · b6 bílý pěšec · c6 bílý věž · a4 bílý střelec · b4 černý král · d3 černý pěšec · b2 černý věž | f7 bílý král · b6 bílý pěšec · c6 bílý věž · a4 bílý střelec · b4 černý král · d3 černý pěšec · b2 černý věž | 6 |
| 5 | f7 bílý král · b6 bílý pěšec · c6 bílý věž · a4 bílý střelec · b4 černý král · d3 černý pěšec · b2 černý věž | f7 bílý král · b6 bílý pěšec · c6 bílý věž · a4 bílý střelec · b4 černý král · d3 černý pěšec · b2 černý věž | f7 bílý král · b6 bílý pěšec · c6 bílý věž · a4 bílý střelec · b4 černý král · d3 černý pěšec · b2 černý věž | f7 bílý král · b6 bílý pěšec · c6 bílý věž · a4 bílý střelec · b4 černý král · d3 černý pěšec · b2 černý věž | f7 bílý král · b6 bílý pěšec · c6 bílý věž · a4 bílý střelec · b4 černý král · d3 černý pěšec · b2 černý věž | f7 bílý král · b6 bílý pěšec · c6 bílý věž · a4 bílý střelec · b4 černý král · d3 černý pěšec · b2 černý věž | f7 bílý král · b6 bílý pěšec · c6 bílý věž · a4 bílý střelec · b4 černý král · d3 černý pěšec · b2 černý věž | f7 bílý král · b6 bílý pěšec · c6 bílý věž · a4 bílý střelec · b4 černý král · d3 černý pěšec · b2 černý věž | 5 |
| 4 | f7 bílý král · b6 bílý pěšec · c6 bílý věž · a4 bílý střelec · b4 černý král · d3 černý pěšec · b2 černý věž | f7 bílý král · b6 bílý pěšec · c6 bílý věž · a4 bílý střelec · b4 černý král · d3 černý pěšec · b2 černý věž | f7 bílý král · b6 bílý pěšec · c6 bílý věž · a4 bílý střelec · b4 černý král · d3 černý pěšec · b2 černý věž | f7 bílý král · b6 bílý pěšec · c6 bílý věž · a4 bílý střelec · b4 černý král · d3 černý pěšec · b2 černý věž | f7 bílý král · b6 bílý pěšec · c6 bílý věž · a4 bílý střelec · b4 černý král · d3 černý pěšec · b2 černý věž | f7 bílý král · b6 bílý pěšec · c6 bílý věž · a4 bílý střelec · b4 černý král · d3 černý pěšec · b2 černý věž | f7 bílý král · b6 bílý pěšec · c6 bílý věž · a4 bílý střelec · b4 černý král · d3 černý pěšec · b2 černý věž | f7 bílý král · b6 bílý pěšec · c6 bílý věž · a4 bílý střelec · b4 černý král · d3 černý pěšec · b2 černý věž | 4 |
| 3 | f7 bílý král · b6 bílý pěšec · c6 bílý věž · a4 bílý střelec · b4 černý král · d3 černý pěšec · b2 černý věž | f7 bílý král · b6 bílý pěšec · c6 bílý věž · a4 bílý střelec · b4 černý král · d3 černý pěšec · b2 černý věž | f7 bílý král · b6 bílý pěšec · c6 bílý věž · a4 bílý střelec · b4 černý král · d3 černý pěšec · b2 černý věž | f7 bílý král · b6 bílý pěšec · c6 bílý věž · a4 bílý střelec · b4 černý král · d3 černý pěšec · b2 černý věž | f7 bílý král · b6 bílý pěšec · c6 bílý věž · a4 bílý střelec · b4 černý král · d3 černý pěšec · b2 černý věž | f7 bílý král · b6 bílý pěšec · c6 bílý věž · a4 bílý střelec · b4 černý král · d3 černý pěšec · b2 černý věž | f7 bílý král · b6 bílý pěšec · c6 bílý věž · a4 bílý střelec · b4 černý král · d3 černý pěšec · b2 černý věž | f7 bílý král · b6 bílý pěšec · c6 bílý věž · a4 bílý střelec · b4 černý král · d3 černý pěšec · b2 černý věž | 3 |
| 2 | f7 bílý král · b6 bílý pěšec · c6 bílý věž · a4 bílý střelec · b4 černý král · d3 černý pěšec · b2 černý věž | f7 bílý král · b6 bílý pěšec · c6 bílý věž · a4 bílý střelec · b4 černý král · d3 černý pěšec · b2 černý věž | f7 bílý král · b6 bílý pěšec · c6 bílý věž · a4 bílý střelec · b4 černý král · d3 černý pěšec · b2 černý věž | f7 bílý král · b6 bílý pěšec · c6 bílý věž · a4 bílý střelec · b4 černý král · d3 černý pěšec · b2 černý věž | f7 bílý král · b6 bílý pěšec · c6 bílý věž · a4 bílý střelec · b4 černý král · d3 černý pěšec · b2 černý věž | f7 bílý král · b6 bílý pěšec · c6 bílý věž · a4 bílý střelec · b4 černý král · d3 černý pěšec · b2 černý věž | f7 bílý král · b6 bílý pěšec · c6 bílý věž · a4 bílý střelec · b4 černý král · d3 černý pěšec · b2 černý věž | f7 bílý král · b6 bílý pěšec · c6 bílý věž · a4 bílý střelec · b4 černý král · d3 černý pěšec · b2 černý věž | 2 |
| 1 | f7 bílý král · b6 bílý pěšec · c6 bílý věž · a4 bílý střelec · b4 černý král · d3 černý pěšec · b2 černý věž | f7 bílý král · b6 bílý pěšec · c6 bílý věž · a4 bílý střelec · b4 černý král · d3 černý pěšec · b2 černý věž | f7 bílý král · b6 bílý pěšec · c6 bílý věž · a4 bílý střelec · b4 černý král · d3 černý pěšec · b2 černý věž | f7 bílý král · b6 bílý pěšec · c6 bílý věž · a4 bílý střelec · b4 černý král · d3 černý pěšec · b2 černý věž | f7 bílý král · b6 bílý pěšec · c6 bílý věž · a4 bílý střelec · b4 černý král · d3 černý pěšec · b2 černý věž | f7 bílý král · b6 bílý pěšec · c6 bílý věž · a4 bílý střelec · b4 černý král · d3 černý pěšec · b2 černý věž | f7 bílý král · b6 bílý pěšec · c6 bílý věž · a4 bílý střelec · b4 černý král · d3 černý pěšec · b2 černý věž | f7 bílý král · b6 bílý pěšec · c6 bílý věž · a4 bílý střelec · b4 černý král · d3 černý pěšec · b2 černý věž | 1 |
|   | a | b | c | d | e | f | g | h |   |

## Knihy
- Sborník českých partií (1917), společně s Václavem Kautským,
- Šachová studie (1941),
- Dr. Karel Treybal - život a dílo českého šachového mistra (1946), monografie,
- Kniha šachových studií (1951).